# Judendorf (Villach)
Judendorf ist ein ehemaliges Dorf und eine Katastralgemeinde im Stadtteil Warmbad-Judendorf in der Stadtgemeinde Villach im Bezirk Villach (Stadt) in Kärnten, Österreich. Judendorf wurde 1331 erstmals urkundlich erwähnt.

## Verkehr
Durch Judendorf führt die Villacher Straße (B 86).